# Achyrocalyx decaryi
Achyrocalyx decaryi là một loài thực vật có hoa trong họ Ô rô. Loài này được Raymond Benoist mô tả khoa học đầu tiên năm 1929 công bố năm 1930.

## Phân bố
Loài đặc hữu Madagascar.